# Grafické papíry
Grafický papír zde označuje druhy papíru používané pro tisk volné, reprodukční i užité grafiky. Stručně jsou uvedeny i způsoby značení grafických listů.

## Historie papíru
Název papíru pochází z Egypta, kde se podklad pro písemné dokumenty vyráběl lisováním a lepením stonků Cyperus papyrus již 2 500 let př. n. l. Rozvoj grafických technik je úzce spjat s vynálezem a rozvojem výroby ručního papíru. Ten vynalezl kolem roku 123 př. n. l. čínský ministr zemědělství Tsai-lun za vlády císaře Hsiao-Wu-Ti. K jeho výrobě použil staré hadry a vlákna z lýka moruše.
V 6. století bylo přísně střežené tajemství výroby papíru propašováno buddhistickými mnichy z Číny do Japonska. Roku 751 Číňané neúspěšně napadli Samarkand a někteří z čínských zajatců, obeznámení s výrobou papíru, prozradili výrobní postup Arabům. Od 8. století se papír a později i výroba papíru šířila ze Středního východu na západ. K nejstarším dochovaným dokumentům na papíře patří Gharibu `l-Haidth (r. 866, University Library of Leiden) a arabský lékařský spis z roku 960 (British Museum). V Samarkandu patrně vznikla první arabská manufaktura, která k výrobě papíru zprvu užívala vlákna lnu, konopí a dalších rostlin. V literatuře bývá nejstarší papír označován jako charta bombycina, gossypina, cuttunea, xylina, damascena nebo serica.
Do Evropy přinesli výrobu papíru Arabové, kteří v 9.–11. století obsadili Sicílii, a Maurové, kteří v polovině 12. století ovládali Pyrenejský poloostrov. Nejstarší papír v Evropě pochází z 11. století (Janov, Palermo, Benátky). Jedná se o papír importovaný z Orientu, byzantský papír nebo evropský papír vyrobený podle arabských metod. První manufaktury byly založeny v Itálii (Marc Ancona, 1272) a ve Francii (Troyes, 1338). Italové zavedli některá technická zdokonalení (vodou poháněné mlýny na zpracování textilních hadrů, klížení papíru lepem živočišného původu) a vyváželi papír i technologii výroby do Evropy po následující tři století. V Čechách založil první papírnu v Aši roku 1370 Karel IV., který pozval do Čech italské řemeslníky. V Německu, kde první papírna vznikla v Míšni roku 1320 se výroba papíru rozšířila po roce 1389 (Norimberk), v Anglii od roku 1490, ve Švédsku od roku 1532.
Papír se používal pro tisk dřevořezových hracích kartet již kolem roku 800 v Číně, pro malbu, kresbu a tisk grafiky od 13. století. Na přelomu 15. a 16. století sloužily grafické listy jako kompoziční předlohy pro malíře a přispěly k rychlému rozšíření děl nejvýznamnějších zaalpských umělců vrcholné gotiky a rané renesance (Martin Schongauer, Monogramista E.S., Albrecht Dürer). Kvalitní papír byl vzácný a proto si např. Albrecht Dürer přivážel zásoby papíru z cest do zahraničí. Při tisku svých grafických listů užil více než třicet různých druhů papíru.

## Druhy a vlastnosti papíru
První papír byl vyráběn ze starých hedvábných látek a lýka moruše. Dlouhá vlákna zaručovala kvalitu a velkou pevnost. Také pro papíry vyráběné v Evropě byl hlavním zdrojem textilní, zejména lněný odpad a papír byl velmi drahý. Jeho spotřeba stoupala po vynálezu knihtisku v polovině 15. století. Teprve po francouzské revoluci a za Napoleonských válek, kdy se textilní surovina stala vzácná, byly vypsány odměny na zdokonalení technologie výroby z jiných zdrojů. První stroj na výrobu papíru z dřevní hmoty vynalezl Francouz Nicolas Louis Robert roku 1798, ale strojově produkované papíry se začaly vyrábět až po roce 1800 v Anglii, kam francouzský tiskař Didot, který byl majitelem prototypu stroje, prodal patent. První papírenské stroje, které Anglie exportovala do celé Evropy, vyráběly papír s krátkým vláknem, vyrobený z dřevní drtě. Tovární výroba celulózy byla zahájena až roku 1860. U strojově vyráběného papíru jsou vlákna orientovaná ve směru pohyblivého síta a jeho pevnost je vyšší v podélném směru, zatímco v příčném směru je vyšší jeho roztažitelnost po navlhčení. Tato vlastnost komplikuje vícebarevné soutisky grafik a musí být brána v úvahu i při vazbě knih.
Ruční papír má vlákna orientovaná stejnoměrně ve všech směrech. Protože se vyrábí z papírové hmoty ve formě, kterou tvoří drátěné pletivo napnuté v rámečku, zachovává stopy pletiva jako prosvítající mřížku. Na papírenská síta jsou od 13. století umísťovány značky z drátků, které místně zeslabí tloušťku papírové kaše a vytvoří průsvitku (též vodoznak, filigrán). Vodoznak na starých grafických listech slouží k určení pravosti i dataci díla. Ruční papír bez stop drátěného pletiva se podařilo vyrobit v letech 1780–1800 ve Francii za užití velmi husté síťky.
Některé speciální papíry, které se používají např. k tisku bankovek a důležitých dokumentů jsou vyrobeny ze 100% bavlny nebo bavlny s podílem lnu. Díky dlouhým vláknům se vyznačují mimořádnou odolností vůči ohybu a své vlastnosti zachovávají stovky let.
Nejkvalitnější japonské papíry se stále vyrábějí tradiční technologií z hedvábí a lýka moruše a jsou velmi drahé (Ogura, Tenjin, Mitsumi, Kawasa, Unryu, Yuki, Okashi, Zenyu). Z ručních papírů v Evropě jsou nejkvalitnější italské (Fabriano), holandské (Van Gelder, Panekoek), německé (Holbayn, Zanders), anglické (Whatman), v Čechách papír z Velkých Losin. Pro tisk grafických listů se hodí polosavé papíry s měkkým povrchem, které po navlhčení dobře přijímají barvu. Pro tisk z výšky je lepší hladký povrch, pro hlubotiskové techniky, které využívají tlaku válce v satinýrce, vyhovuje jakýkoli, tedy i hrubší povrch.
Tloušťka jednotlivých druhů papírů se uvádí v gramech na m². Nejtenčí japonské papíry mají 10–40 g/m², běžné papíry dopisní a knižní 70–120 g/m², kreslící od 150 g/m², akvarelové a měditiskové od 200 g/m².

### Nemoci papíru
Nejvíce papíru škodí viditelné světlo a UV záření, jehož účinkem papír žloutne. Papír je hygroskopický a vlhkem se postupně rozpadá. Nejméně trpí vlhkem papír ze lněných vláken, nejchoulostivější je papír vyrobený z bavlněných hadrů. Přibližně do roku 1800 se jako klížidlo požívaly živočišné produkty (rybí klih), které byly odolnější než později užívané lepy rostlinného původu. Strojně vyrobené papíry na bázi dřevní hmoty obsahují zbytky ligninu, který způsobuje žloutnutí a lámavost. Jsou obvykle značně kyselé a dochází v nich k postupné degradaci a zkracování délky celulózových vláken. Papír také napadají plísně a houby, které na něm vytvářejí neodstranitelné hnědé skvrny. K dalším škůdcům patří pisivky, rybenky a hmyz.

## Značení grafických listů

### Stavy a zkusmé tisky
U grafických listů bývá uváděn tzv. stav. Označuje se tím okamžitý stav desky, ze které se tiskne v průběhu procesu tvorby. Autor z čerstvě dokončené desky udělá několik otisků, které se označují jako I. stav. Pak může provést některé změny, jako dodatečné rytí nebo leptání a udělá další otisky, označované jako II. stav. Než je deska definitivně dokončena a připravena k tisku celého nákladu, může být takových stavů několik.

### Autorský tisk
Tisk z čerstvě dokončené desky je nejkvalitnější a autor si obvykle pořídí několik otisků předtím, než desku předá tiskařské dílně. Autorské tisky nejsou číslované a bývají označeny A.T., E.A. nebo imp., někdy se zaznamenáním stavu.
Jako remark se označují různé drobné náčrtky autora na okraji desky (obvykle lept nebo litografie), které si vytiskne během zkusmých otisků a odstraní je před předáním hotové desky tiskaři.
Tisky před písmem jsou autorské tisky hotové desky, kde je ponechána volná plocha pro doplnění textem. Vzhledem k tomu, že text bylo třeba vyrýt nebo leptat zrcadlově obráceně, autor tuto práci často svěřil specialistovi na písmo. Takové zkusmé autorské tisky byly označeny avant lettre (fr.), vor der Schrift (něm.), before lettering (angl.). Grafické listy s nejrůznějšími texty byly typické zejména pro 17. a 18. století.
Pokud si autor tiskne celý náklad sám, označuje jednotlivé listy obvykle svou vlastní tiskařskou značkou umístěnou vlevo pod okrajem obrazové plochy. Týká se to výhradně moderní grafiky. V Čechách používali takové značení např. Karel Vik, Viktor Stretti, Tavík F. Šimon nebo Vojtěch Preissig.

## Popis grafického listu
U moderní grafiky je vlevo pod dolním okrajem obrazu uvedeno pořadí listu a celkový náklad ve formě zlomku (např. 5/60), vpravo nebo uprostřed podpis autora. Starší grafické listy, které mohly být výsledkem práce autora i dílenských spolupracovníků, nesou často nejrůznější latinské zkratky, které jsou umístěny pod obrazovou plochou, ale mohou být i někde poblíž dolního okraje uvnitř tiskové plochy.
pinx. (pinxit – maloval), inv. (invenit – vynalezl, navrhl), del. (delineavit – nakreslil) označuje autora kresebné předlohy, kterou mohl reprodukovat grafik

sculp., sc. (sculpsit) nebo inc. (incisit – vyryl) označuje grafika – rytce

fec., f. (fecit – zhotovil) nebo fecit aquaforti – leptal

Tyto zkratky jsou často užity současně, pokud sám autor navrhl i zhotovil grafickou matrici (del. et sculpt., inv. et fec., apod.)
Další popis mohl přidat autor, tiskař nebo nakladatel:

imp. (impressit – tiskl), exc., ex., e. (excudebat, excudit – vydal u), dir. (direxit – vedl) pokud list vznikl na objednávku umělce nebo pod jeho vedením
Speciální označení týkající se některých zahraničních grafických listů je např. aquat. b. (aquatinted by – označuje autora u anglických akvatint) nebo C. P. S. C. M. (Cum privilegio sacrae caesaris maiestate) u německých listů znamená – s povolením cenzury.